# Œnine
L’œnine, ou malvidine-3-O-glucoside, est une anthocyane de la peau du raisin noir qui, avec d'autres anthocyanes, donne au vin rouge sa couleur.